# Kazuya Iwakura
Kazuya Iwakura (岩倉 一弥 Iwakura Kazuya?, nacido el 26 de abril de 1985 en Toyama) es un exfutbolista japonés. Jugaba de defensa y su último club fue el Tokyo Verdy de Japón.

## Trayectoria

### Clubes
| Club                | País  | Año         |
| ------------------- | ----- | ----------- |
| Yokohama FC         | Japón | 2004 - 2007 |
| New Wave Kitakyushu | Japón | 2008        |
| Tokyo Verdy         | Japón | 2009        |

## Palmarés

### Títulos nacionales
| Título    | Club        | País  | Año  |
| --------- | ----------- | ----- | ---- |
| J2 League | Yokohama FC | Japón | 2006 |